# Pastel de panceta y huevo
El pastel de panceta y huevo (en inglés bacon and egg pie) contiene panceta, huevo y a menudo cebolla. Puede tomarse caliente o frío. Algunas versiones tienen agentes gasificantes como levadura química añadidos al huevo para lograr un relleno más esponjoso.
El pastel se elabora frecuentemente con una base de pasta brisa u otra pasta estable. Puede cubrirse con una tapa de pasta o no.
El pastel de panceta y huevo difiere de un quiche en diversas cosas, principalmente en la ausencia de productos lácteos (queso y leche) y la presencia de una cubierta de masa. También tiende a tener una textura más pesada, y suele tener un alto contenido calórico.